# Народное движение Кыргызстана
Народное движение Кыргызстана — избирательный блок оппозиционных партий Кыргызстана, созданный 22 сентября 2004 года. На учредительном съезде альянса 5 ноября председателем движения был избран Курманбек Бакиев. Блок был создан для участия в парламентских выборах Кыргызстана 2005 года.
После проигрыша оппозиционных сил и выявления фальсификаций при проведении выборов в Жогорку Кенеш НДК вошло в единую коалицию, созданную лидерами других партий и блоков, для противодействия государственной системе во главе с Аскаром Акаевым, образовав Координационный совет Народного единства Киргизии.
После Тюльпановой революции и прихода к власти оппозиции, в 2005 году Бакиев, став президентом, подал в отставку с поста председателя движения, сам альянс был расформирован.